# Маньчжурский боксёр
«Маньчжу́рский боксёр» (англ. The Manchu Boxer, кит. трад. 七省拳王, палл. Ци шэн цюань ван, буквально: «Король бокса семи провинций») — гонконгский фильм с боевыми искусствами режиссёра У Ма по сценарию Ситхоу Оня. В качестве постановщика боевых сцен в фильме работал Саммо Хун.

## Сюжет
Молодой боец Гу Жучжан в драке убивает сына генерала. Чтобы спасти сына от проблем из-за убийства, отец выгоняет его из дома. Блуждая по лесу, Жучжан сталкивается с человеком, пытающимся его убить. Этот человек с фамилией Шэнь получает смертельное ранение, но успевает попросить Жучжэна навестить его жену и дочь. Парень исполняет последнее желание, останавливается у семьи, устраивается строить подмостки для турнира семи провинций Северного Китая. Организатор турнира, Цзянь Шижэнь, сходится с двумя японскими бойцами, чтобы закрепить свою власть. Друг Жучжана, Вэй Ци, настаивает на его участии в турнире, таким образом мешая планам Шижэня. Вэй, впоследствии, убит Шижэнем. Желая отомстить, Жучжан принимает участие в турнире и побеждает. Шижэнь и его сестра устраивают засаду для победителя, желая убить его, но Жучжан вынужден дать отпор и расправляется с нападающими.

## В ролях
- Лю Юн — Гу Жучжан
- Тао Миньмин — Шэнь Пэйчжэнь
- Гао Цян[кит.] — Вэй Ци
- Тан Шань — Хасимото (Цяобэнь)
- Ким Ги Джу[кор.] — Цзянь Шижэнь
- У Ма[англ.] — Сяома
- Хун Цзиньбао — Окамура (Ганцунь)
- Ким Ки Бом — отец Пэйчжэнь
- И Йе Мин — новый босс Жучжана

## Съёмочная группа
- Компания: Golden Harvest
- Продюсер: Рэймонд Чоу
- Режиссёр: У Ма[англ.]
- Сценарист: Ситхоу Онь[кит.]
- Ассистент режиссёра: Тхай Поу[кит.]
- Постановка боевых сцен: Хун Цзиньбао
- Монтажёр: Кхуон Ям
- Композитор: Чау Фуквин

## Восприятие
Бей Логан в книге Hong Kong Action Cinema называет кинофильм «стандартной халтурой 1970-х». Высказываются также нейтральные мнения:
- «Не без причины это относительно неясный релиз от Golden Harvest», — Тони Болье, Renegade Cinema[5].
- «„Маньчжурский боксёр“ — не лучший фильм с боевыми искусствами от Golden Harvest, который вы когда-либо вероятно увидите, но и не худший», — Иэн Джейн, DVD Talk[6].

## Премьеры
- Республика Корея — прокат фильма на больших экранах стартовал 1 сентября 1973 года[1].
- Гонконг — премьера киноленты в кинотеатральном прокате состоялась 6 февраля 1974 года[7].